# Goolman

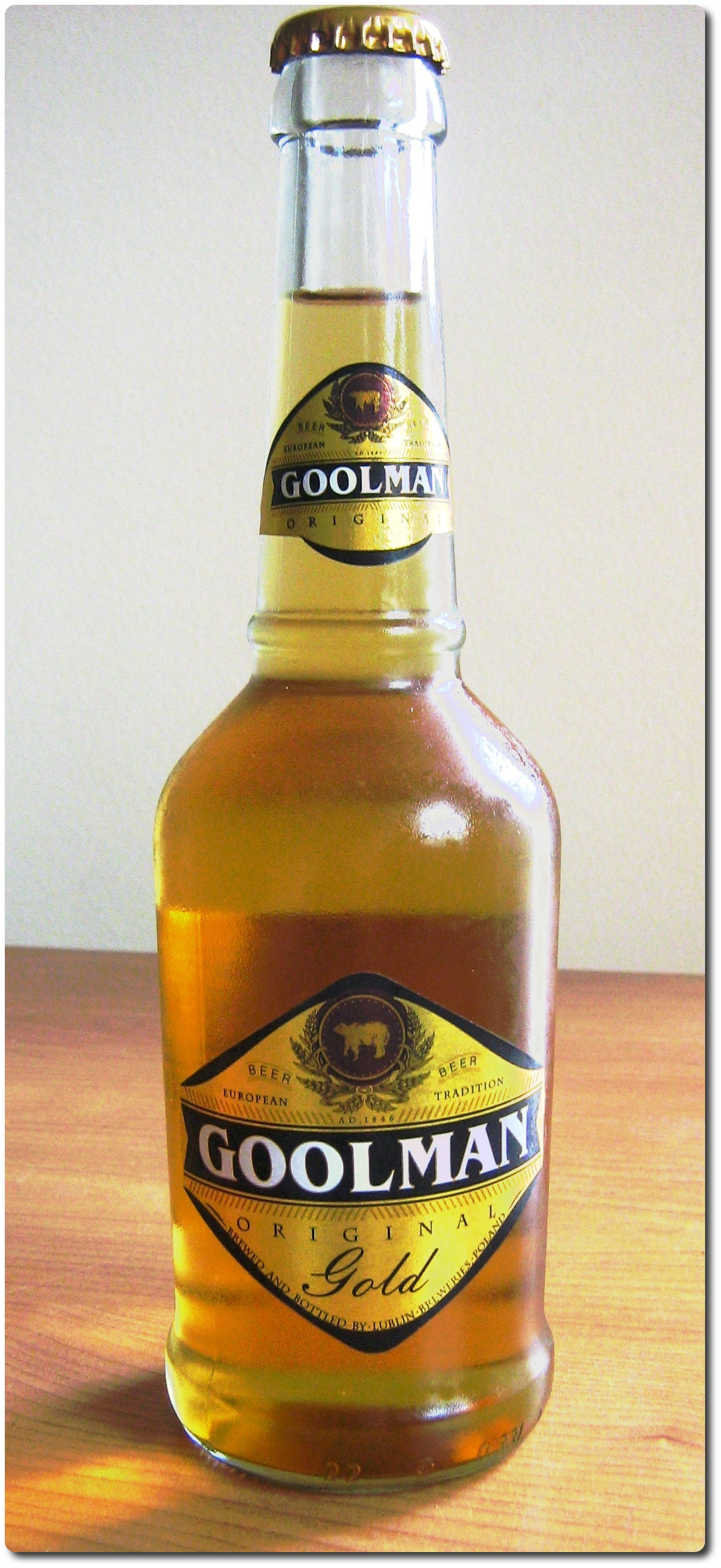
Goolman Gold

Goolman – marka piwa produkowanego przez browar Perła Browary Lubelskie.

## Odmiany
- Goolman Premium - zawartość ekstraktu: 11%, zawartość alkoholu: 5%. Gatunek: lager - jasne lekkie
- Goolman Strong - zawartość ekstraktu: 14%, zawartość alkoholu: 7%, Gatunek: lager - jasne mocne
- Goolman Gold - zawartość alkoholu: 6%. Gatunek: lager - jasne pełne. Piwo zadebiutowało na rynku polskim w 2005 r.

## Nagrody dla Goolmana
- 2001: Złoty medal w kategorii piwa jasne pełne o zawartości ekstraktu w brzeczce 10,4 - 12,0% Blg na Agro 2001
- 2002: II miejsce w kategorii piw jasnych pełnych (ekstrakt 10,1-11%) na XIII Jesiennych Spotkaniach Browarników
- 2002: I miejsce w konsumenckiej jakości ocenie piwa w kategorii piw jasnych pełnych (ekstrakt 10,1-11%) na Ogólnopolskim Święcie Chmielarzy i Piwowarów - Chmielaki 2005 w Krasnymstawie
- 2006: I miejsce w kategorii piw jasnych pełnych (ekstrakt 10,1-11%) na Jesiennych Spotkaniach Browarników

## Nagrody dla Goolmana Gold
- 2003: Złoty medal na Polonijnych Targach Gospodarczych w Chicago
- 2009: I miejsce w Konsumenckim Konkursie Piw "Chmielaki Krasnostawskie" w kategorii piwa jasne pełne ekstrakt 11,1 - 12,0 Blg.